# Jasmine Crockett

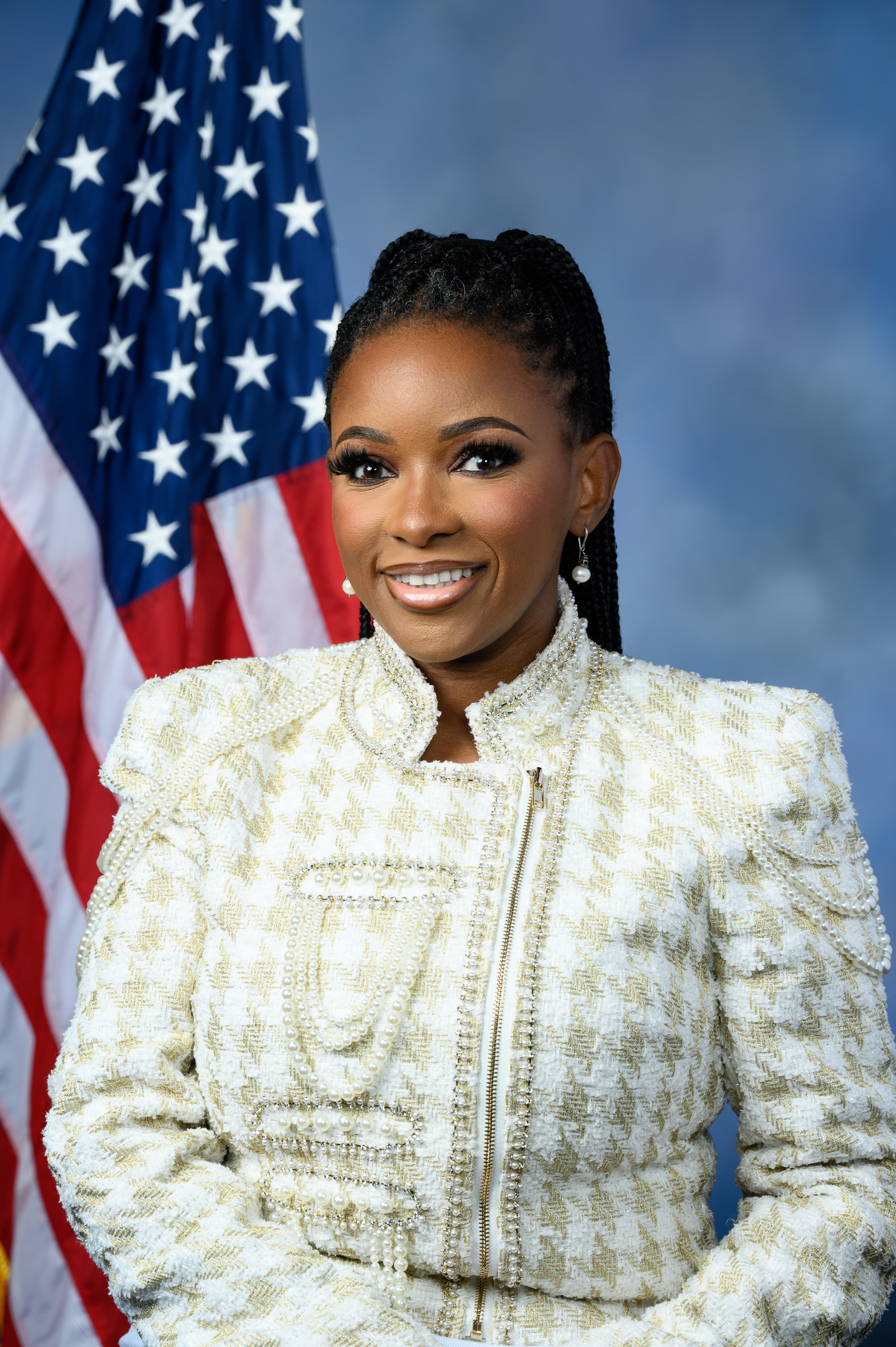
Jasmine Crockett, 2023

Jasmine Felicia Crockett (* 29. März 1981 in Saint Louis, Missouri) ist eine US-amerikanische Anwältin und Politikerin (Demokraten). Seit dem Jahr 2023 fungiert sie als US-Repräsentantin für den 30. Kongressbezirk von Texas. Ihr Bezirk umfasst den größten Teil von Süd-Dallas County und auch Teile von Tarrant County. Als Mitglied der Demokratischen Partei vertrat sie zuvor den 100. Bezirk im Repräsentantenhaus von Texas.

## Leben
Jasmine Crockett wuchs in St. Louis (Missouri) auf, wo sie eine katholische Mädchenschule besuchte. Sie erhielt im Jahr 2003 ihren Bachelor-Abschluss in Betriebswirtschaft am Rhodes College in Memphis (Tennessee) und schloss 2006 ein Jurastudium am Law Center der University of Houston als Juris Doctor ab. Im selben Jahr erhielt sie ihre Zulassung als Rechtsanwältin. Ihre berufliche Erfahrung umfasst die Arbeit als Anwältin in den Bereichen Strafverteidigung, Bürgerrechte und Personenschäden. Außerdem war Crockett Mitglied der National Bar Association. Dort war sie Schatzmeisterin des Climate Caucus, stellvertretende Vorsitzende des Progressive Caucus, bei der Dallas Black Criminal Bar Association und bei der Delta Sigma Theta Sorority.

## Politische Karriere

### Texas House of Representatives
Als Eric Johnson beschloss, seinen Sitz im Texas House zu räumen, um Bürgermeister von Dallas zu werden, wurde in einer Nachwahl Lorraine Birabil als Nachfolgerin für den Rest von Johnsons Amtszeit gewählt. Im Jahr 2020 kündigte Crockett an, sich für die Neuwahl zu bewerben und Birabil in den Vorwahlen der Demokraten 2020 herauszufordern. Sie gewann die Wahl gegen Birabil und wurde bei den Parlamentswahlen im November 2020 ohne Gegenkandidaten gewählt.

### U.S. House of Representatives
Am 20. November 2021 kündigte die Abgeordnete Eddie Bernice Johnson an, dass sie nach Ablauf ihrer Amtszeit in den Ruhestand gehen werde und eine Wiederwahl nicht in Betracht ziehe. Jasmine Crockett kündigte vier Tage später an, dass sie als Nachfolgerin der Abgeordneten Eddie Bernice Johnson kandidieren werde. Crockett erhielt auch umfangreiche finanzielle Unterstützung vom Super PAC, die auf die Kryptowährungsbranche ausgerichtet sind. Dabei spendete Sam Bankman-Fried eine Million US-Dollar zur Unterstützung ihrer Kampagne. Bei den Vorwahlen der Demokraten erreichten Crockett und Jane Hope Hamilton, eine Beraterin von Marc Veasey, eine Stichwahl, die Crockett gewann. Sie gewann ebenfalls die  Kongresswahl am 8. November mit drei Viertel der Stimmen. und wurde als Repräsentantin des 118. Kongresses gewählt. Bei der Vorwahl 2024 wurde sie mit 91,5 % der Stimmen bei den Demokraten aufgestellt. Sie gewann die Hauptwahl 2024 zum 119. Kongress gegen den Unabhängigen Jrmar Jefferson mit 84,9 % und wurde in ihrem Amt bestätigt.
Ihre aktuelle Legislaturperiode im Repräsentantenhaus des 119. Kongresses dauert noch bis zum 3. Januar 2027.